# Scopula aemulata
Scopula aemulata là một loài bướm đêm trong họ Geometridae.